# Fiesta nudista
Una fiesta desnuda, también conocida como fiesta nudista, es una fiesta en la que los participantes deben estar desnudos. Estas fiestas se han asociado con campus universitarios y con personas en edad universitaria;  ganaron protagonismo después de que se organizaran fiestas nudistas en la Universidad de Brown y la Universidad de Yale. Si bien las raíces de las fiestas nudistas provienen de los movimientos de nudismo y el streaking, el movimiento moderno de "fiestas nudistas" parece tener sus raíces en la Universidad de Brown en la década de 1980.
Los asistentes a fiestas nudistas a menudo afirman que dejan de sentirse incómodos después de unos minutos, ya que todos se han desvestido antes de entrar a la fiesta y se acepta la desnudez de todos, independientemente del tipo de cuerpo. Según los estudios, la mayoría de las fiestas nudistas están libres de sexo. En la Universidad de Brown, la Desnudez es "más un experimento de interacción social que una experiencia sexual".
El evento en Yale continuó; en 2016 se observó que, habiendo iniciado en la década de 1980, se ha convertido en una institución por las reglas que hacen cumplir su carácter no sexual.
La expansión de las fiestas nudistas ha desatado la polémica internacional. A algunos estudiantes no les gusta la idea de que sus escuelas se asocien con ellas. Estas preocupaciones se han discutido en varias obras literarias, como I Am Charlotte Simmons de Tom Wolfe y Chloe Does Yale de Natalie Krinsky.
Grupos religiosos han intentado prohibir las fiestas nudistas en algunos municipios de Estados Unidos.